# Funcție Struve
În matematică, funcția Struve notată {\displaystyle \mathbf {H} _{\alpha }(x)}, este soluția
y(x) a ecuației diferențiale Bessel neomogene:
{\displaystyle x^{2}{\frac {d^{2}y}{dx^{2}}}+x{\frac {dy}{dx}}+(x^{2}-\alpha ^{2})y={\frac {4{(x/2)}^{\alpha +1}}{{\sqrt {\pi }}\Gamma (\alpha +{\frac {1}{2}})}}}
introdusă de H.Struve in 1882.
Numărul complex α este ordinul funcției Struve, și adesea este un întreg.
Funcția Struve modificată este Lα(x) = −ie−iαπ/2Hα(ix).

## Definiție
Deoarece aceasta este o ecuație neomogenă, soluția poate fi construită dintr-o soluție particulară plus soluția ecuației omogene. În acest caz, soluția omogenă este o funcție Bessel, iar soluția particulară poate fi aleasă ca funcția corespunzătoare Struve.

### Dezvoltare în serie de puteri
Funcția Struve se dezvoltă în următoarea serie de puteri:
{\displaystyle \mathbf {H} _{\alpha }(x)=\sum _{m=0}^{\infty }{\frac {(-1)^{m}}{\Gamma (m+{\frac {3}{2}})\Gamma (m+\alpha +{\frac {3}{2}})}}{\left({\frac {x}{2}}\right)}^{2m+\alpha +1}}
unde {\displaystyle \Gamma (z)} este funcția gamma.

### Forma integrală
O altă definiție a funcției Struve, pentru valori {\displaystyle \alpha } care satisfac relația {\displaystyle \operatorname {Re} \{\alpha \}>-1/2}, este posibilă folosind reprezentarea integrală:
{\displaystyle \mathbf {H} _{\alpha }(x)={\frac {2{(x/2)}^{\alpha }}{{\sqrt {\pi }}\Gamma (\alpha +{\frac {1}{2}})}}\int _{0}^{\pi /2}\sin(x\cos \tau )\sin ^{2\alpha }(\tau )d\tau .}

## Formele asimptotice
Pentru x mic, seria de puteri a fost dată la paragraful Expansiunea în serie de puteri.
Pentru x mare, obținem:
{\displaystyle \mathbf {H} _{\alpha }(x)-Y_{\alpha }(x)\rightarrow {\frac {1}{{\sqrt {\pi }}\Gamma (\alpha +{\frac {1}{2}})}}{\left({\frac {x}{2}}\right)}^{\alpha -1}+O\left({(x/2)}^{\alpha -3}\right)}
unde {\displaystyle Y_{\alpha }(x)} este funcția Neumann.

## Proprietăți
Funcția Struve satisface următoarele relații de recurență:
{\displaystyle \mathbf {H} _{\alpha -1}(x)+\mathbf {H} _{\alpha +1}(x)={\frac {2\alpha }{x}}\mathbf {H} _{\alpha }(x)+{\frac {{(x/2)}^{\alpha }}{{\sqrt {\pi }}\Gamma (\alpha +{\frac {3}{2}})}}}
{\displaystyle \mathbf {H} _{\alpha -1}(x)-\mathbf {H} _{\alpha +1}(x)=2{\frac {\mathrm {d} \mathbf {H} _{\alpha }}{\mathrm {d} x}}-{\frac {{(x/2)}^{\alpha }}{{\sqrt {\pi }}\Gamma (\alpha +{\frac {3}{2}})}}.}

## Relația cu alte funcții
Funcția Struve de ordin întreg poate fi exprimată în termenii funcției Weber En și vice-versa, dacă n nu este un întreg negativ:
{\displaystyle \mathbf {E} _{n}(z)={\frac {1}{\pi }}\sum _{k=0}^{[{\frac {n-1}{2}}]}{\frac {\Gamma (k+1/2)(z/2)^{n-2k-1}}{\Gamma (n-1/2-k)}}\mathbf {H} _{n}}
{\displaystyle \mathbf {E} _{-n}(z)={\frac {(-1)^{n+1}}{\pi }}\sum _{k=0}^{[{\frac {n-1}{2}}]}{\frac {\Gamma (n-k-1/2)(z/2)^{-n+2k+1}}{\Gamma (k+3/2)}}\mathbf {H} _{-n}.}
Funcția Struve de ordinul n+1/2 (n un întreg) poate fi exprimată în termenii unei funcții elementare. În particular, dacă n nu este un întreg negativ, atunci:
{\displaystyle \mathbf {H} _{-n-1/2}(z)=(-1)^{n}J_{n+1/2}(z)}
unde partea dreaptă a egalității este o funcție Bessel sferică.
Funcția Struve (de orice ordin) poate fi exprimată în termenii funcției hipergeometrice 1F2 (care nu este funcția hipergeometrică Gauss 2F1) :
{\displaystyle \mathbf {H} _{\alpha }(z)={\frac {(z/2)^{\alpha +1/2}}{{\sqrt {2\pi }}\Gamma (\alpha +3/2)}}{}_{1}F_{2}(1,3/2,\alpha +3/2,-z^{2}/4).}